# Radikalfeminism
| Radikalfeminism |
| --- |
| Symbol använd av den tyska kvinnorörelsen på 1970-talet, en tid då radikalfeminismen ofta ledde den feministiska kampen. - Betydelse – variant av likhetsfeminism - Bakgrund – 1970, av Shulamith Firestone - Karaktär – hävdar att alla människor lever i ett patriarkat |

Radikalfeminism är en gren inom feminismen som anses ha lanserats av Shulamith Firestone 1970. Dess huvudsakliga tes är att kvinnor är förtryckta på grund av att de är kvinnor och att detta är det mest grundläggande förtrycket. Alla människor skulle då också leva i och vara påverkade av ett patriarkat.
Förledet radikal i radikalfeminism härrör från latinets rādīx, rot. Detta syftar på att den radikalfeminiska teorin letar efter roten till kvinnors underordning och att man anser sig finna den i patriarkala relationer könen emellan. Denna sägs stärkas av förekomsten av prostitution och pornografi, vilka inom rörelsen ses som allvarliga hot mot en jämställd värld.
I motsats till liberalfeminismen (kopplad till liberalism) och marxistisk/socialistisk feminism (kopplad till marxism och socialism) har inte radikalfeminismen någon direkt koppling till en annan politisk ideologi. Den vänsterpolitiska feminismen utgår från att kvinnor drabbas hårdare av klasskillnader, medan liberalfeminismen menar att problemet ligger i ojämlikt fördelade rättigheter.

## Historia

### Bakgrund
Radikalfeminismen uppstod ursprungligen som en reaktion mot den bild av kvinnoförtrycket som fanns i de radikala vänsterrörelserna i slutet på 1960-talet. Den var vid denna tid en del av den andra vågens kvinnorörelse. Bland annat menade man att marxismen, även om den förklarade hur kvinnors underordnade position utnyttjas i den kapitalistiska ekonomin, inte lyckats förklara hur kvinnoförtrycket uppstod och upprätthölls. Här betonades bland annat att då Marx lyfte fram reproduktionen av arbetskraften tog han inte hänsyn till att det krävs en kvinna, eller "fru", för att reproducera arbetare överhuvudtaget. Förutom den produktiva sfären menade man alltså att man måste ta hänsyn till den reproduktiva sfären, där kvinnor tar huvudsakligt ansvar för livsnödvändigheterna, att föda fram och ta hand om barnet, sy kläder, laga mat med mera.
Slagordet för radikalfeminismen var "Det personliga är politiskt", med syftning på att kampen denna gång främst skulle föras i hemmet och i det privata livet, inte i vallokalen, skolan och i arbetslivet. Hotet mot kvinnan utgjordes här av mannens allmänna kontroll över kvinnan, och mer specifikt genom sexuella övergrepp, misshandel och förakt mot kvinnor. Förtrycket av lesbiska kvinnor förklarades enligt teorin av att dessa hotade mannens kontroll över "sin" kvinna.
Den radikalfeministiska kvinnorörelsen under 1960- och 1970-talet arbetade mycket med en sorts medvetandehöjning. Genom att kvinnor delade med sig av sina erfarenheter, kunde man analysera dessa och hitta strategier mot en förändring av situationen.
| Kate Millett och Andrea Dworkin. |  | Kate Millett och Andrea Dworkin. |
| Kate Millett och Andrea Dworkin. |  |                                  |

| Catharine MacKinnon och Gail Dines. |  | Catharine MacKinnon och Gail Dines. |
| Catharine MacKinnon och Gail Dines. |  |                                     |

### Tidiga år
Ett nyckelbegrepp inom rörelsen blev patriarkatet, vilken lanserades i Kate Milletts bok Sexual Politics (1970, på svenska som Sexualpolitiken). Teorin menar att alla män drar fördel av en struktur med alla kvinnor under både ekonomiskt och ideologiskt förtryck. Männens behåller sin maktställning genom att hota med våld, där våldtäkt är det tydligaste maktutövandet och kontrollförsöket över kvinnans sexuella frihet. Andra prioriterade problemområden var även pornografi, prostitution och sexuella övergrepp på barn; prostitution sågs per definition som utnyttjande av kvinnor och identiskt med människohandel för sexuella ändamål.
Emot männens kollektiva patriarkat samlade man sig kring ett kvinnligt "systerskap", som organiserades av kvinnor utan hjälp av män. Män sågs ofta på med misstro och som personer som i bästa fall kunde stödja feminismen genom att vara pro-feminister men inte genom att agera som feminister (eftersom de inte hade egna erfarenheter av att vara kvinna).

### Utveckling och fokus
Fokuset mot framför allt pornografi som ett hot kan ses mot bakgrund av liberaliseringen av yttrandefrihetslagar och den ökande synligheten för pornografi och sexualiserade bilder av kvinnor i den sexuella revolutionens fotspår. Fenomen som den mycket framgångsrika herrtidningen Playboy, biosuccén Långt ner i halsen, grundadet av den öppet pornografiska Hustler och framväxten av porrbutiker, kabelkanaler och videoporr sågs som en orkestrerad kampanj av patriarkatet för att hålla kvinnor fast i en snäv social sfär. Detta sågs i sin helhet av många radikalfeminister som en "backlash" mot den feministiska kampen.
Vissa ser också den riktade kampen mot just pornografi som en strategisk taktik och ett sätt att dra nytta av 1980-talets mer konservativa och moralpredikande kulturklimat. Inte minst kunde denna kamp stärkas genom den växande religiöst och socialt konservativa aktivismen, som även den var kritisk mot den sexuella revolutionens effekter på samhället. I praktiken ledde detta till "oheliga allianser", där radikalfeminismen i många fall lierade sig med moralkonservativ och i praktiken anti-feministisk aktivism.
Till de internationellt viktiga företrädarna hör amerikanskorna Andrea Dworkin, Catharine MacKinnon, Mary Daly och Robin Morgan. Brittiskan Gail Dines har sedan millennieskiftet framträtt som den kanske viktigaste radikalfeministen, med pornografins verkningar som främsta angreppspunkt. I Sverige var bland annat Grupp 8 drivande under 1970-talet.

### Senare år
Senare har kvinnojourer, tjej-, trans- och ungdomsjourer fungerat som feministiska organisationer – ofta med utgångspunkt i radikalfeminismens agenda. Detta gäller bland annat i Sverige, där riksorganisationerna för kvinnojourer Roks och Unizon tydligt tar avstamp i en radikalfeministisk politik.
Den feministiska rörelsen behåller ännu på 2000-talet mycket av tankegodset från radikalfeminismen, inklusive det politiska fokuset på hemmet. När den röd-gröna svenska regeringen 2014 förklarade sig vara den första feministiska regeringen i världen, var det till stor del utifrån radikalfeministisk ideologi baserad på genusforskning med liknande fokus. Regeringens utrikespolitik har dock till stor del varit mer pragmatisk och mer liberalfeministiskt präglad. Även i länder som Storbritannien och Norge har radikalfeminismens hjärtefrågor, hjälpt av metoo-rörelsens fokus på våld mot kvinnor, fått ökad aktualitet.
På senare år har radikalfeministers diskussioner kring hoten mot kvinnor utsträckts även till transpersoner. Dessa ses av vissa företrädare ibland antingen som svikare (transmän som inte står upp för kvinnokampen som kvinnor) eller infiltratörer (transkvinnor som vill bli del av det kvinnliga systerskapet utan att ha ett liv som kvinnor bakom sig).
Ett antal europeiska länder har infört den nordiska och ursprungligen svenska modellen för att bekämpa prostitution genom förbud mot sexköp. Den här politiken ses inom radikalfeminismen som en framkomlig metod för att minska mäns makt över kvinnor och en väg mot att slutligen helt avskaffa prostitution och annat sexarbete.

## Radikalfeministisk teori
Enligt radikalfeminismen innehåller hela samhället en könsmaktsordning – i feministisk litteratur kallad patriarkatet – som håller alla kvinnor i ständigt förtryck. Exempel på detta förtryck är pornografi, prostitution och partnermisshandel. Denna modell är starkt inspirerad av marxismens syn på förhållandet mellan kapitalister och arbetarklass, samtidigt som radikalfeminismen och marxismen tidvis har kämpat om tolkningsföreträde i strävan mot ett mer jämlikt samhälle.
Shulamith Firestone, vars teorier låg till grund för skapandet av radikalfeminismen som en egen riktning skild från övrig radikal feminism och från kommunismen, menade att könsförtrycket var intimt sammankopplat med klassamhället och den alienerande kulturen. Enligt henne kan könsförtrycket inte upphävas annat än i ett kommunistiskt samhälle där alla former av alienation och därmed kultur upphävts.
Vissa radikalfeminister delar dock inte denna åsikt om att männens förtryck av kvinnor är relaterat till förhållandet mellan samhällsklasser, raser och andra grupper. Denna tanke är dock grundläggande för den socialistiska feminismen.
En gren av radikalfeminismen är lesbisk separatism, som även räknar vaginala samlag som ett exempel på mäns förtryck av kvinnor och förespråkar lesbiska förhållanden. Detta är även något Simone de Beauvoir diskuterar i Det andra könet, ett verk som föregick radikalfeminismen. Bland radikalfeminister finns ingen enighet om vilka medel som bör användas för att störta könsmaktsordningen, men många av dem anser att kvinnor bör föra kampen i sitt privatliv. Både parlamentarism och utomparlamentarism är representerat bland dem.

### Transgenus
Radikalfeminismen vill vara en rörelse driven av kvinnor, för kvinnors rättigheter. Det gör dess förhållande till både män och andra typer av könsbegrepp komplicerat.
Vissa radikala feminister som Andrea Dworkin, Catharine MacKinnon, John Stoltenberg och Monique Wittig har stött erkännande av transkvinnor som kvinnor, vilket de beskriver som trans-inkluderande feminism. Andra, som Mary Daly, Janice Raymond, Robin Morgan, Germaine Greer, Sheila Jeffreys och Julie Bindel, har hävdat att transgenusrörelsen upprätthåller patriarkala könsnormer och är oförenlig med radikalfeministisk ideologi. Sådana feminister kallas ibland, oftast av kritiker, för TERF, trans-exkluderande radikalfeminister.

### Socialistisk radikalfeminism
En särskild variant av radikalfeminismen kallar sig socialistisk radikalfeminism. Denna kombinerar radikalfeminismens teori om patriarkatet och marxismens syn på samhällsklass. Den har stora likheter med socialistisk och marxistisk feminism men kritiserar dessas brist på förståelse av det speciella i kvinnoförtrycket. I likhet med annan radikalfeminism kritiserar man liberalfeminismen för att den inte ser de patriarkala strukturerna.

## Kritik
Kritik har för förts mot radikalfeminismens idé att det rent konkret är män och inte samhällsstrukturer som upprätthåller förtrycket. Män som befinner sig i underordnad ställning mot kvinnor ingår då inte i problemställningen. Man har även kritiserat radikalfeminismen för att förenkla orsakssamband, exempelvis genom att framställa alla kvinnors situation som likadan och drabbad av samma patriarkala förtryck.
Inom sexpositiv feminism uttrycks kritik mot det man anser vara ett motstånd mot den kvinnliga sexualiteten bland radikalfeminister. De sexpositiva feministerna anser att denna åsikt bidrar till förtryck av kvinnor, snarare än att bekämpa förtrycket. Dessutom exkluderas ofta transkvinnor i denna kamp för kvinnors rättigheter, eftersom radikalfeminismen tydligt syftar på dualiteten med män som står över kvinnor och utan fler könsbegrepp eller identiteter. Radikalfeminismen har beskyllts för att vara essentialistisk men även kulturkonservativ. Rörelsens motstånd mot all form av sexarbete och misstänksamhet mot BDSM och andra mindre vanliga sexuella praktiker har kritiserats av sexarbetare, BDSM-utövare och andra, och både från liberalt håll och inom feminismen ses en sådan aktivism som ett hot mot yttrandefrihet och mänskliga rättigheter.
Socialistisk feminism kritiserar radikalfeminismen för att försumma klass- och etnicitetsperspektivet. Liberalfeminismen kritiserar ofta radikalfeminismen för att överanvända begrepp som falskt medvetande och försummandet av fri vilja.